# Demokratická Unie České republiky
Demokratická Unie České republiky (zkratka DEUČR) byla česká pravicová politická strana existující v letech 2004–2011. Založila ji skupina členů bývalé Demokratické unie poté, co se původní strana sloučila s Unií svobody.
Strana vznikla na počátku roku 2004. Iniciovala ji skupina kolem ústeckého krajského zastupitele a podnikatele Jana Doranta, který byl v červnu 2004 také zvolen jejím předsedou. Strana se profilovala jako pravicová, manažerského typu a její stanovy i program vycházely z obdobných dokumentů původní Demokratické unie.
V parlamentních volbách v roce 2006 byla strana členem Koalice pro Českou republiku, která získala 0,15 % hlasů a do Poslanecké sněmovny se nedostala.
V únoru 2008 rozhodl Nejvyšší správní soud na návrh vlády o pozastavení činnosti strany, a to kvůli tomu, že strana nepředložila Poslanecké sněmovně výroční finanční zprávy za roky 2005 a 2006 v úplnosti požadované zákonem. Tentýž soud rozhodl v srpnu 2011 na návrh vlády o rozpuštění strany kvůli předložení neúplné výroční finanční zprávy za rok 2006 a nepředložení výročních finančních zpráv za roky 2009 a 2010. Od srpna 2011 do února 2012 byla strana v likvidaci a z rejstříku politických stran a politických hnutí Ministerstva vnitra byla vyškrtnuta 6. února 2012.